# Coppa dei Campioni 1995-1996 (pallavolo femminile)
La Coppa dei Campioni di pallavolo femminile 1995-1996 è stata la 36ª edizione del massimo torneo pallavolistico europeo per squadre di club; iniziata con la fase ad eliminazione diretta a partire dal 14 ottobre 1995, si è conclusa con la final-four, il 10 marzo 1996. Alla competizione hanno partecipato 21 squadre e la vittoria finale è andata per la seconda volta alla Pallavolo Femminile Matera.

## Squadre partecipanti
| - AMVJ - RTV Basilea - ACH Volley Bled - Slávia Bratislava - OK Breza - Rapid Bucarest - RC Cannes - Eger - Uraločka | - Holte - Eczacıbaşı - Iskra Luhans'k - Mamer - Hapoël Mateh Asher - Matera - Amkodor Minsk - Olomouc - Boavista | - Schweriner - Makedonijâ - Dinamo Tirana - Datovoc Tongeren - Jedinstvo Užice - Post Wien - Vrilīssiōn |

## Prima fase

### Squadre qualificate
- Mamer
- Boavista

## Seconda fase

### Squadre qualificate
- AMVJ
- RC Cannes
- Eczacıbaşı
- Boavista
- Jedinstvo Užice
- Post Wien
- Vrilīssiōn

## Fase a gironi

### Gironi
| Girone A                                                                                         | Girone B                                                                  |
| ------------------------------------------------------------------------------------------------ | ------------------------------------------------------------------------- |
| RTV Basilea Rapid Bucarest Uraločka Eczacıbaşı Matera Datovoc Tongeren Jedinstvo Užice Post Wien | AMVJ RC Cannes Eger Iskra Luhans'k Olomouc Boavista Schweriner Vrilīssiōn |

## Final-four

### Finali 1º e 3º posto
|  | Semifinali     | Semifinali     | Semifinali |          |        | Finale             | Finale             | Finale             |  |
|  |                |                |            |          |        |                    |                    |                    |  |
|  | Matera         | Matera         | 3          |          |        |                    |                    |                    |  |
|  | Matera         | Matera         | 3          |          |        |                    |                    |                    |  |
|  | Iskra Luhans'k | Iskra Luhans'k | 0          |          |        |                    |                    |                    |  |
|  | Iskra Luhans'k | Iskra Luhans'k | 0          |          | Matera | Matera             | 3                  |                    |  |
|  |                |                |            |          | Matera | Matera             | 3                  |                    |  |
|  |                |                | Uraločka   | Uraločka | 2      |                    |                    |                    |  |
|  | RC Cannes      | RC Cannes      | Uraločka   | Uraločka | 2      | 2                  |                    |                    |  |
|  | RC Cannes      | RC Cannes      |            |          |        | 2                  |                    |                    |  |
|  | Uraločka       | Uraločka       | 3          |          |        | Finale 3º/4º posto | Finale 3º/4º posto | Finale 3º/4º posto |  |
|  | Uraločka       | Uraločka       | 3          |          |        |                    |                    |                    |  |
|  |                |                |            |          |        |                    |                    |                    |  |
|  |                |                |            |          |        | Iskra Luhans'k     | Iskra Luhans'k     | 3                  |  |
|  |                |                |            |          |        | Iskra Luhans'k     | Iskra Luhans'k     | 3                  |  |
|  |                |                |            |          |        | RC Cannes          | RC Cannes          | 1                  |  |